# 행정명령 9981호

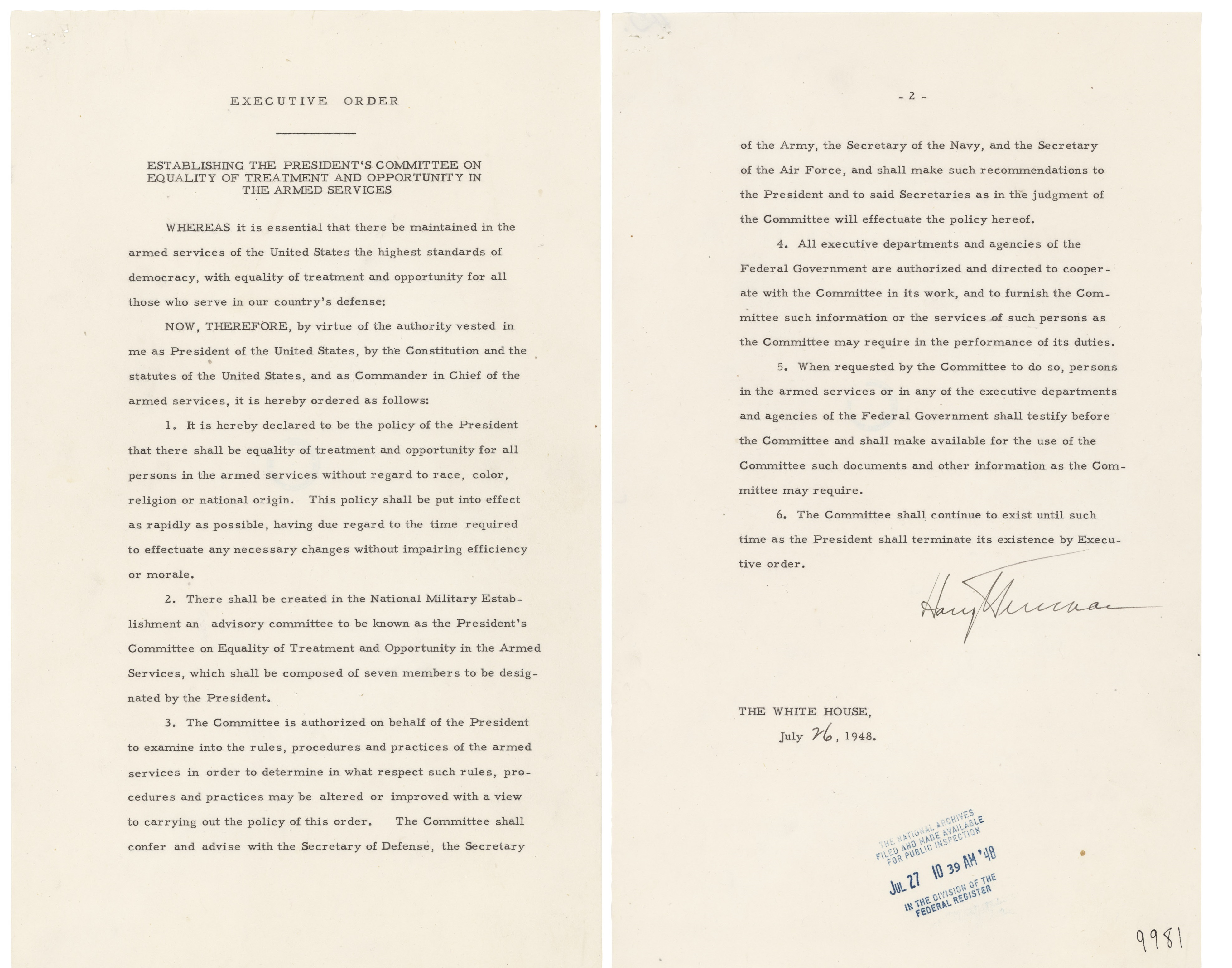
행정명령 9981호

행정명령 9981호(영어: Executive Order 9981)는 해리 S. 트루먼 대통령이 1948년 7월 26일에 발표한 행정명령이다. 이 명령은 미군에서 "인종, 피부색, 종교 또는 국적에 기반한" 차별을 폐지했다. 이 명령은 6.25 전쟁(1950–1953) 동안 군대 재통합으로 이어졌다. 이는 제2차 세계 대전 이후 미국의 흑인 민권 운동의 중요한 사건이자 트루먼 행정부의 주요 성과였다.
트루먼에게 행정명령 9981호는 부분적으로 아이작 우다드에 대한 공격에서 영감을 받았다. 우다드는 미국 군인이자 아프리카계 미국인 제2차 세계 대전 참전 용사였다. 1946년 2월 12일, 미 육군에서 명예롭게 전역한 지 몇 시간 만에 그는 집으로 가는 버스를 타고 가던 중 사우스캐롤라이나 경찰에게 제복을 입은 채 공격을 받았다. 이 공격으로 우다드는 완전히 그리고 영구적으로 시력을 잃었다. 해리 S. 트루먼 대통령은 연방 조사를 명령했다. 트루먼은 또한 대통령 민권 위원회를 설립했으며, 이 위원회의 보고서인 "이러한 권리를 확보하기 위해"는 미국의 민권 상태를 비난하고 이러한 실패를 시정하기 위한 조치를 권고했다. 그는 1947년 6월 전미 유색인 지위 향상 협회와 미국 전역에 역사적인 연설을 했는데, 이 연설에서 그는 민권을 도덕적 의무로 묘사하고, 1948년 2월 의회에 포괄적인 민권 법안을 제출했으며, 1948년 7월 26일 행정명령 9980호와 9981호를 발표하여 군대를 통합하고 연방 정부 전체에서 차별 금지를 촉진했다.

## 행정명령 9981호 이전
군대의 흑인 미국인들은 전투 참전을 지연시키는 다른 규칙 아래에서 일했다. 그들은 전투 훈련을 시작하기 전에 4년을 기다려야 했지만, 백인 미국인들은 자격이 부여된 후 몇 달 안에 훈련을 시작했다. 미국 육군 항공단은 더 많은 인력이 필요했음에도 불구하고 아프리카계 미국인에 대한 훈련을 의도적으로 지연시키고 있었다 (조사 및 권고). 미국 여성 육군 부대 (WAC) 재입대 프로그램은 흑인 여성에게도 개방되었지만, 해외 파견은 그렇지 않았다.
제2차 세계 대전 중 영국에 주둔한 흑인 병사들은 미군이 영국에서 시행되지 않는 인종차별을 영국에 주둔한 미군에 대해 짐크로 분리를 강요하려 했다는 사실을 알게 되었다. 작가 앤서니 버제스에 따르면, 밤버 브리지의 술집 주인들이 미군에 의해 시설을 분리하도록 지시받았을 때, 그들은 "흑인 병사 전용"이라고 쓰인 표지판을 설치했다. 한 병사는 "여기서 내가 싫어하는 한 가지는 영국인들이 어떤 인종 차별도 하지 않는다는 사실이다. 영국인들은 꽤 무지한 것임에 틀림없다. 백인 여성이 흑인과 어울릴 수 있다는 것을 이해할 수 없다."라고 말했다.
1945년에 흑인 소대가 배정된 250명의 백인 장교와 하사관을 대상으로 실시된 설문조사에서 다음과 같은 결과가 수집되었다. 장교와 하사관 모두 77%가 흑인 소대가 그들의 부대에 배정된 후 흑인 병사들에 대해 더 호의적으로 변했다고 말했다 (흑인에 대한 태도가 덜 호의적으로 변했다고 말한 경우는 발견되지 않았다). 장교의 84%와 하사관의 81%는 흑인 병사들이 전투에서 매우 잘 수행했다고 생각했다. 장교의 5%만이 흑인 보병 병사들이 백인 보병 병사들만큼 좋지 않다고 생각했고, 하사관의 4%만이 그렇게 생각했다. 장교의 73%와 하사관의 60%는 흑인 병사들과 백인 병사들이 함께 있을 때 매우 잘 지낸다고 생각했다. 이 특정 설문조사에 따르면 군대 내 인종 분리에 대한 합리적인 근거는 없었다.

## 차별 종식 시도
1947년, 민권 운동가 A. 필립 랜돌프는 동료 그랜트 레이놀즈와 함께 군대 내 차별을 종식시키기 위한 노력을 다시 시작하여 군 복무 및 훈련 내 짐크로 반대 위원회를 결성했고, 나중에 군대 분리 반대 비폭력 시민 불복종 연맹으로 개명했다.
트루먼의 명령은 행정명령 8802호를 확장하여 모든 인종, 종교 또는 국적의 사람들을 위해 군대 내에서 동등한 대우와 기회를 확립했다.
이 명령은 다음과 같은 내용이 있다.
| “ | 이로써 대통령의 정책으로서 군대 내 모든 사람들에게 인종, 피부색, 종교 또는 국적에 관계없이 동등한 대우와 기회를 제공해야 함을 선언한다. 이 정책은 효율성이나 사기를 손상시키지 않고 필요한 변경을 실행하는 데 필요한 시간을 고려하여 가능한 한 신속하게 시행되어야 한다. | ” |

이 명령은 또한 정책을 실행하기 위해 군대의 민간 지도부에 조사하고 권고할 위원회를 설립했다.
이 명령은 몽포르 포인트를 분리된 해병대 신병 훈련소에서 폐지했다. 그곳은 캠프 르준의 위성 시설이 되었다.
이 명령의 실제 시행 대부분은 드와이트 D. 아이젠하워 행정부(1953–1961)에 의해 이루어졌으며, 군사 학교, 병원 및 기지의 인종 차별 철폐가 포함되었다. 미국 군대의 모든 흑인 부대 중 마지막 부대는 1954년 9월에 폐지되었다.
1947년부터 육군 장관이었던 케네스 클레이본 로얄은 트루먼 대통령의 명령이 내려진 지 거의 1년이 지났음에도 군대 통합을 계속 거부했기 때문에 1949년 4월에 은퇴해야 했다.
트루먼의 명령 15년 후인 1963년 7월 26일, 국방부 장관 로버트 맥나마라는 지침 5120.36을 발표하여 군 지휘관들이 병사나 그 가족이 사용하는 시설이 성별이나 인종에 따라 차별하는 경우 재정 자원을 활용하여 대응하도록 독려했다.
트루먼의 행정명령에 위배되게도, 미국은 아이슬란드 정부의 비공개 요청에 따라 아이슬란드 케플라비크에 있는 미군 기지에 흑인 병사를 주둔시키지 않았다. 미국은 1970년대와 1980년대에 흑인 병사들이 아이슬란드에 주둔하기 시작할 때까지 아이슬란드의 요청을 따랐다.

## 추가 자료
- Gardner, Michael R. Harry Truman and civil rights (SIU Press, 2002) online
- Gropman, Alan L. The Air Force Integrates, 1949–1964 (Office of Air Force History, 1986) online
- Rottinghaus, Brandon, and Adam L. Warber. "Unilateral orders as constituency outreach: executive orders, proclamations, and the public presidency." Presidential Studies Quarterly 45.2 (2015): 289–309.
- Taylor, Jon E. Freedom to Serve: Truman, Civil Rights, and Executive Order 9981 (Routledge, 2013)
- Warber, Adam L., Yu Ouyang, and Richard W. Waterman. "Landmark executive orders: Presidential leadership through unilateral action." Presidential Studies Quarterly 48.1 (2018): 110–126.